# ارس سالتیلو
ارس سالتیلو (نام علمی: Juniperus saltillensis) نام یک گونه از سرده ارس است.